# Chrysops latitibialis
Chrysops latitibialis är en tvåvingeart som beskrevs av Krober 1926. Chrysops latitibialis ingår i släktet Chrysops och familjen bromsar.
Artens utbredningsområde är Guyana. Inga underarter finns listade i Catalogue of Life.